# Chariot (альбом)
Chariot — дебютный альбом американского автора-исполнителя, композитора Гевина ДеГро, выпущенный в 2003 году на лейбле J Records. В 2004 был переиздан под названием Chariot (Stripped), в который вошли все композиции из предыдущего издания плюс бонусный диск. Бонусом были композиции, записанные в акустическом звучании (с минимальным количеством инструментов), студийные записи всех оригинальных песен и кавер песни Сэма Кука «Change Is Gonna Come». Альбом имел большой успех и получил платиновый сертификат в США.
Песня «I Don’t Want to Be», ставшая лид-синглом альбома,  получила известность после того, как её припев был использован в качестве вступительной темы к подростковому драматическому сериалу «Холм одного дерева».

## Список композиций
Все песни написаны Гевином ДеГро, кроме «Change Is Gonna Come» (записана только для Chariot (Stripped)), написанная Сэмом Куком.

### Оригинальный релиз
- Продюсер Марк Эндерт (Mark Endert)

1. «Follow Through» — 3:59
2. «Chariot» — 3:59
3. «Just Friends» — 3:25
4. «(Nice to Meet You) Anyway» — 3:45
5. «Chemical Party» — 3:01
6. «Belief» — 4:27
7. «Crush» — 3:25
8. «I Don’t Want to Be» — 3:39
9. «Meaning» — 3:35
10. «More Than Anyone» — 2:57
11. «Over-Rated» — 4:11

### Переиздание
- Продюсер Джэймс Динер (James Diener)

1. «Follow Through» — 4:28
2. «Chariot» — 4:59
3. «Just Friends» — 4:49
4. «(Nice to Meet You) Anyway» — 4:46
5. «Chemical Party» — 4:54
6. «Belief» — 3:09
7. «Crush» — 3:20
8. «I Don’t Want to Be» — 4:04
9. «Meaning» — 3:41
10. «More Than Anyone» — 3:50
11. «Over-Rated» — 6:22
12. «Change Is Gonna Come» — 12:27

## Участники записи
- Гевин ДеГро — фортепиано, клавишные, вокал
- Алвин Муди (Alvin Moody) — бас
- Майкл Вард (Michael Ward) — гитара
- Джоуи Варонкер (Joey Waronker) — ударные
- Патрик Варрен (Patrick Warren) — орган, фисгармония, аранжировка
- Марк Эндерт (Mark Endert) — продюсер, редактор, миксовка
- Стив Грифон (Steve Gryphon) — программирование, редакция

## Чарты
| Chart (2003—2006)            | Высшая позиция |
| ---------------------------- | -------------- |
| Danish Albums Chart          | 1              |
| Dutch Albums Chart           | 6              |
| Italian Albums Chart         | 43             |
| Finnish Albums Chart         | 23             |
| Norwegian Albums Chart       | 2              |
| Swedish Albums Chart         | 21             |
| Swiss Albums Chart           | 48             |
| US Billboard 200             | 56             |
| US Billboard Top Heatseekers | 1              |